# Terminator (franczyza)
Terminator – amerykańska franczyza filmowa z gatunku science-fiction stworzona przez Jamesa Camerona. Została zapoczątkowana filmem Terminator w 1984 roku opowiadającym historię pewnej młodej kobiety w latach 80. XX wieku, która zostaje zaatakowana przez cybernetycznego zabójcę (Terminatora) przybywającego z przyszłości. Wkrótce dowiaduje się ona, że została wyznaczona do eksterminacji, jako że w przyszłości urodzi syna, który w XXI wieku ma poprowadzić ludzkość do zwycięstwa w trwającej wówczas wojnie z maszynami. Cała seria obejmuje w sumie sześć filmów pełnometrażowych, jeden krótkometrażowy, serial, a także szereg gier, komiksów i książek. W rolę tytułową w większości filmów cyklu wcielił się Arnold Schwarzenegger. Do 2010 roku całkowity dochód z franczyzy wyniósł 3 miliardy dolarów.
Pierwsze dwa filmy z serii – Terminator (1984) i Terminator 2: Dzień sądu (1991) – zostały nakręcone przez Jamesa Camerona i osiągnęły sukces zarówno komercyjny, jak i artystyczny, zarabiając w sumie ponad 600 milionów dolarów i czyniąc Terminatora jedną z najbardziej rozpoznawalnych serii filmowych na świecie. Obydwie produkcje wprowadzono ponadto do Narodowego Rejestru Filmowego Stanów Zjednoczonych jako filmy „znaczące kulturowo, historycznie lub estetycznie”.
Kolejne części cyklu takie jak: Terminator 3: Bunt maszyn (2003), Terminator: Ocalenie (2009) czy Terminator: Genisys (2015) zostały nakręcone bez udziału Jamesa Camerona i zarobiły razem 1,2 miliarda dolarów; jednak spotkały się z mieszanymi opiniami ze strony krytyków.
W późniejszym czasie Cameron, który w 2017 doszedł do porozumienia z właścicielami praw do marki, powrócił do pracy nad stworzoną przez siebie serią i wyprodukował nowy film cyklu – Terminator: Mroczne przeznaczenie (2019) wraz z Timem Millerem pełniącym funkcję reżysera. Produkcja choć zebrała w przeważającej części pozytywne recenzje ze strony krytyków, nie odniosła oczekiwanego sukcesu komercyjnego, zarabiając 261 milionów dolarów.

## Tematyka filmów

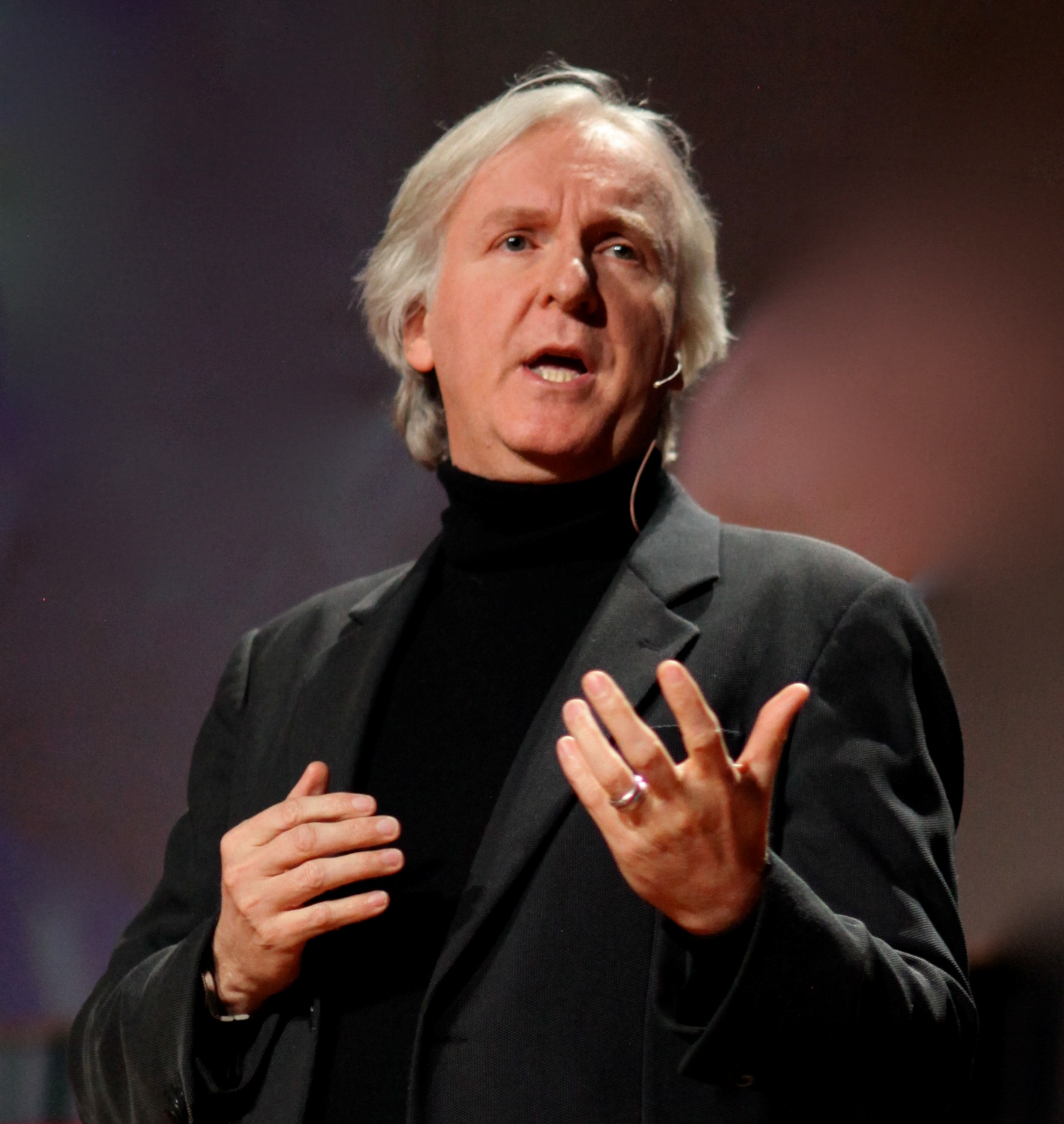
James Cameron – twórca Terminatora

Seria filmów skupia się na wojnie ludzi z maszynami sterowanymi przez zbuntowaną, stworzoną przez ludzi sztuczną inteligencję o nazwie Skynet. Na osadzonej w niedalekiej przyszłości wojnie jedyną nadzieją ludzkości na zwycięstwo jest charyzmatyczny przywódca ruchu oporu – John Connor.
W większości filmów serii widz może zaobserwować podróż w czasie, gdzie z przyszłości do czasów sprzed wojny przybywa cyborg mający za zadanie zapobiec narodzinom Connora poprzez zabójstwo jego matki, zanim ta go urodziła (pierwsza część) bądź zlikwidować samego Connora (druga i trzecia część), tym sposobem zapewniając Skynetowi zwycięstwo w wojnie trwającej kilkadziesiąt lat później. Do czasów sprzed wojny przybywa także człowiek – jeden z żołnierzy Connora (pierwsza część) bądź przeprogramowany drugi Terminator (druga i trzecia część) z misją uratowania wyznaczonej przez Skynet do eksterminacji osoby. Bohaterowie serii poprzez podróże w czasie wielokrotnie zmieniają bieg wydarzeń, gdyż, jak mówi przesłanie filmu: Przyszłość nigdy nie jest przesądzona.

## Filmy
| Twórcy            | Filmy                                          | Filmy                                                                             | Filmy                                                                    | Filmy                                                      | Filmy                                     | Filmy                                                 |
| Twórcy            | Terminator (1984)                              | Terminator 2: Dzień sądu (1991)                                                   | Terminator 3: Bunt maszyn (2003)                                         | Terminator: Ocalenie (2009)                                | Terminator: Genisys (2015)                | Terminator: Mroczne przeznaczenie (2019)              |
| ----------------- | ---------------------------------------------- | --------------------------------------------------------------------------------- | ------------------------------------------------------------------------ | ---------------------------------------------------------- | ----------------------------------------- | ----------------------------------------------------- |
| Reżyser           | James Cameron                                  | James Cameron                                                                     | Jonathan Mostow                                                          | McG                                                        | Alan Taylor                               | Tim Miller                                            |
| Producent         | Gale Anne Hurd                                 | James Cameron                                                                     | Mario Kassar Andrew G. Vajna Joel B. Michaels Hal Lieberman Colin Wilson | Derek Anderson Moritz Borman Victor Kubicek Jeffrey Silver | David Ellison Dana Goldberg Megan Ellison | James Cameron i David Ellison                         |
| Scenarzysta       | James Cameron Gale Anne Hurd                   | James Cameron William Wisher Jr.                                                  | scenariusz: John Brancato i Michael Ferris                               | John Brancato Michael Ferris                               | Laeta Kalogridis Patrick Lussier          | scenariusz: David S. Goyer, Justin Rhodes i Billy Ray |
| Scenarzysta       | James Cameron Gale Anne Hurd                   | James Cameron William Wisher Jr.                                                  | fabuła: John Brancato, Michael Ferris i Tedi Sarafian                    | John Brancato Michael Ferris                               | Laeta Kalogridis Patrick Lussier          | fabuła: James Cameron, Tim Miller i David Ellison     |
| Muzyka            | Brad Fiedel                                    | Brad Fiedel                                                                       | Marco Beltrami                                                           | Danny Elfman                                               | Lorne Balfe                               | Junkie XL                                             |
| Zdjęcia           | Adam Greenberg                                 | Adam Greenberg                                                                    | Don Burgess                                                              | Shane Hurlbut                                              | Kramer Morgenthau                         | Ken Seng                                              |
| Montaż            | Mark Goldblatt                                 | Conrad Buff IV Mark Goldblatt Richard A. Harris                                   | Nicolas De Toth Neil Travis                                              | Conrad Buff                                                | Roger Barton                              | Julian Clarke                                         |
| Wytwórnie filmowe | Hemdale Pacific Western Productions Cinema '84 | Carolco Pictures Pacific Western Productions Lightstorm Entertainment StudioCanal | Intermedia C2 Pictures                                                   | The Halcyon Company Wonderland Sound and Vision            | Skydance Productions                      | Lightstorm Entertainment i Skydance Media             |
| Dystrybucja       | Orion Pictures                                 | TriStar Pictures                                                                  | Warner Bros. Pictures i Columbia Pictures                                | Warner Bros. Pictures i Columbia Pictures                  | Paramount Pictures                        | Paramount Pictures i 20th Century Fox                 |
| Czas trwania      | 107 minut                                      | 137 minut                                                                         | 109 minut                                                                | 115 minut                                                  | 126 minut                                 | 128 minut                                             |
| Premiera (świat)  | 26 października 1984                           | 3 lipca 1991                                                                      | 2 lipca 2003                                                             | 21 maja 2009                                               | 1 lipca 2015                              | 23 października 2019                                  |
| Box office        | 78,4 milionów $                                | 523,7 milionów $ (wraz z wydaniem 3D)                                             | 433,4 milionów $                                                         | 371,4 milionów $                                           | 440,6 milionów $                          | 261,1 milionów $                                      |

### Terminator(1984)
Pomysł na film objawił się jego twórcy – Jamesowi Cameronowi – w trakcie nocnego koszmaru, kiedy przyśnił mu się metalowy szkielet robota wyłaniający się z płomieni ognia. Filmowiec napisał scenariusz z pomocą Gale Anne Hurd, a także Williama Wishera Juniora, po czym zajął się realizacją filmu. Cameron sprzedał prawa do Terminatora Gale Anne Hurd za symbolicznego dolara, dzięki czemu mógł wyreżyserować swój film.
Akcja filmu rozgrywa się w 1984 roku w Los Angeles. W ówczesnej rzeczywistości ukazanej na filmie pojawia się przybywający z przyszłości, z 2029 roku cyborg zwany „Terminatorem” mający na celu zabicie matki Johna Connora – przyszłego jeszcze wówczas nienarodzonego przywódcy ruchu oporu, który w XXI wieku ma poprowadzić ludzkość do zwycięstwa w wojnie z maszynami. Z przyszłości przybywa również jeden z żołnierzy ruchu oporu – Kyle Reese w celu uratowania matki Connora przed Terminatorem. W roli tytułowej wystąpił Arnold Schwarzenegger; w pozostałych rolach zagrali m.in. Linda Hamilton (Sarah Connor) oraz Michael Biehn (Kyle Reese). Światowa premiera filmu odbyła się 26 października 1984 roku (USA), zaś polska 1 marca 1987.
Film okazał się sukcesem i spotkał się z powszechnym uznaniem zarabiając na całym świecie 78 milionów dolarów. Otrzymał 3 Saturny (spośród siedmiu nominacji) – w kategoriach: „najlepszy scenariusz”, „najlepsza charakteryzacja” oraz „najlepszy film science-fiction roku”. Serwis Rotten Tomatoes przyznał filmowi wynik 100% i napisał, że „Ze względu na swoje imponujące sceny akcji, trzymającą w napięciu reżyserię oraz nieustępliwie szybkie tempo wiadome jest dlaczego Terminator nadal ma spory wpływ na kino akcji i filmy science-fiction.”. W 2008 roku Terminator został wpisany przez „National Film Preservation Board” do Narodowego Rejestru Filmowego Stanów Zjednoczonych, co oznacza szczególną ochronę filmu i przechowywanie go w Bibliotece Kongresu jako film „znaczący kulturowo, historycznie lub estetycznie”.

### Terminator 2: Dzień sądu(1991)

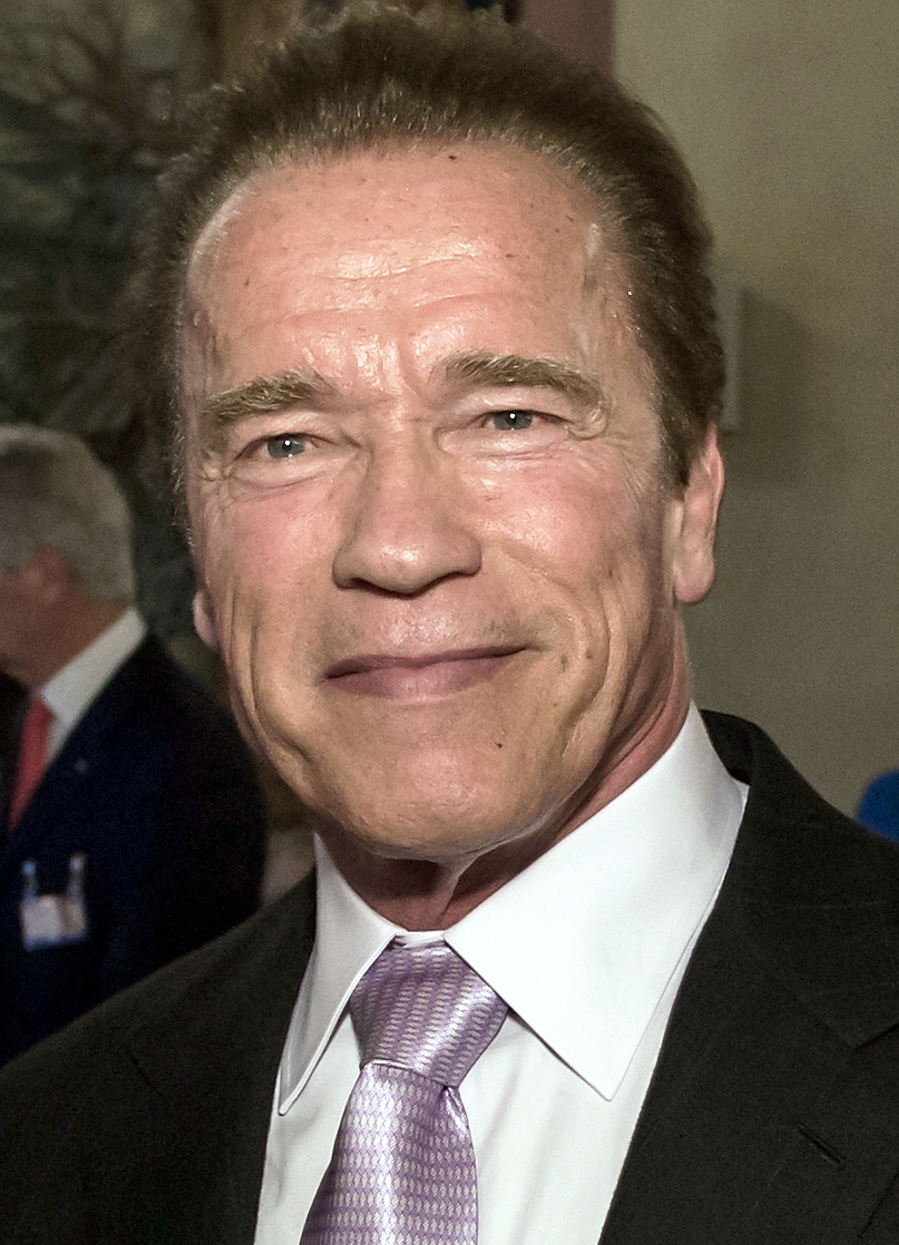
Arnold Schwarzenegger, odtwórca roli terminatora T-800

Produkcja drugiej części filmu została opóźniona o kilka lat z powodu ówczesnych ograniczeń technologicznych, które uniemożliwiły Jamesowi Cameronowi wykreowanie postaci cyborga T-1000 wykonanego z płynnego metalu, a także ze względu na spory o własność intelektualną pomiędzy wytwórniami Hemdale Film Corporation oraz Carolco Pictures posiadającymi prawa do serii. Sukces pierwszej części Terminatora pozwolił Jamesowi Cameronowi na nakręcenie kontynuacji za znacznie większy budżet. Całkowity koszt realizacji drugiej części filmu wyniósł około 100 milionów dolarów, czyli o kilkanaście razy więcej niż w przypadku części pierwszej, czyniąc Terminatora 2 filmem o największym budżecie w całej historii kina aż do tego momentu. Reżyser napisał scenariusz do filmu wspólnie z Williamem Wisherem Juniorem, z którym współpracował już przy pisaniu scenariusza do pierwszej części serii.
Film jest bezpośrednią kontynuacją filmu Terminator z 1984 roku. Akcja filmu rozgrywa się 11 lat później od poprzedniej części, kiedy to John Connor, przyszły przywódca ruchu oporu, mieszka z rodziną zastępczą, a jego matka Sarah Connor zostaje umiejscowiona w zakładzie psychiatrycznym za próbę zniszczenia fabryki komputerów, która ma być odpowiedzialna za stworzenie Skynetu – sztucznej inteligencji, która w przyszłości wypowie wojnę ludzkości. Do 1995 roku z przyszłości przybywa cyborg z płynnego metalu z misją zabicia 10-letniego Connora. Do tego samego roku trafia również starszy model Terminatora zaprogramowany tak, aby chronić młodego Johna. Connor wspólnie z T-800 pomaga wydostać się ze szpitala swojej matce, po czym wspólnie starają się powstrzymać tytułowy Dzień Sądu i zapobiec wojnie z maszynami. W roli tytułowej ponownie wystąpił Arnold Schwarzenegger, tym razem jako postać pozytywna. W pozostałych rolach pojawili się m.in.: Linda Hamilton (Sarah Connor), Edward Furlong (John Connor) i Robert Patrick (T-1000). Światowa premiera filmu odbyła się 3 lipca 1991 roku, z kolei polska 5 maja 1992.
Produkcja zarobiła na całym świecie blisko 517 milionów dolarów, będąc do dziś najbardziej dochodowym filmem z całej serii. Okazała się też jednym z kamieni milowych w historii stosowania efektów specjalnych. Film spotkał się z pozytywnym odbiorem krytyków, którzy chwalili głównie grę aktorską, sceny akcji oraz stronę wizualną filmu. Obraz otrzymał 4 Oscary – za najlepsze efekty specjalne, najlepszy dźwięk, najlepszy montaż dźwięku oraz najlepszą charakteryzację. Był również nominowany do tej nagrody w kategoriach: „najlepsze zdjęcia” i „najlepszy montaż”. Serwis Rotten Tomatoes przyznał filmowi wynik 93%, pisząc: „T2 zawiera ekscytujące sceny akcji oraz zadziwiające efekty specjalne, lecz tym co podnosi ową serię na wyższy poziom jest głębia postaci, zarówno tych ludzkich, jak i cybernetycznych”. W 2023 roku Terminator 2 został dodany do Narodowego Rejestru Filmowego Stanów Zjednoczonych jako film  „znaczący kulturowo, historycznie lub estetycznie”.

### T2 3D: Battle across Time(1996)
T2 3D to film krótkometrażowy wyprodukowany na potrzeby parków rozrywki Universal Studios. Jest to pierwszy krótkometrażowy film z serii Terminator i zarazem pierwszy zrealizowany w technologii 3D. Film również został wyreżyserowany przez Jamesa Camerona. Stanowi on mini-sequel filmu Terminator 2: Dzień sądu. W filmie ponownie wystąpili: Arnold Schwarzenegger, Edward Furlong, Linda Hamilton i Robert Patrick. Światowa premiera produkcji odbyła się 27 kwietnia 1996 roku na Florydzie.

### Terminator 3: Bunt maszyn(2003)
Początkowo James Cameron planował napisać scenariusz i zająć się reżyserią trzeciej części serii, jednakże w drugiej połowie lat dziewięćdziesiątych zrezygnował z tego pomysłu, gdyż – jak później stwierdził – uznał, że cała historia, którą chciał przekazać została już opowiedziana w dwóch nakręconych przez niego filmach. Sytuacja ta sprawiła, że trzeci pełnometrażowy film z cyklu był pierwszym filmem serii zrealizowanym bez udziału Camerona. Produkcją kontynuacji Dnia sądu zajęli się Andrew Vajna i Mario Kassar, którzy w 1998 uzyskali pełne prawa do kręcenia sequela. Zatrudnili oni Tediego Sarafiana do napisania scenariusza i Jonathana Mostowa do reżyserii filmu. Scenariusz został później napisany na nowo, przy wykorzystaniu materiału Sarafiana przez Johna Brancato i Michaela Ferrisa. Do filmu zaangażowano Arnolda Schwarzeneggera i Edwarda Furlonga aby ponownie zagrali swoje role – odpowiednio Terminatora T-800 i Johna Connora, jednakże drugi z wymienionych aktorów ostatecznie nie dołączył do obsady z powodu jego ówczesnych problemów związanych z zażywaniem narkotyków. W filmie do swojej roli miała powrócić także Linda Hamilton, aczkolwiek odmówiła ona udziału w filmie na skutek jej niezadowolenia ze scenariusza, a także braku zaangażowania w kręcenie filmu ze strony Jamesa Camerona.
Fabuła wyprodukowanego przez Vajnę i Kassara filmu opowiada historię dorosłego już Johna Connora, który po powstrzymaniu Dnia Sądu i śmierci matki wiedzie anonimowe życie – pozbawiony adresu zamieszkania, numeru telefonu i karty kredytowej – tak, aby Skynet w żaden sposób nie mógł go namierzyć. Mimo wszystko z przyszłości przybywa cyborg pod postacią kobiety z misją zlikwidowania Connora. Z przyszłości po raz kolejny zostaje przysłana jednostka T-800 w celu chronienia Connora. Okazuje się bowiem, iż powstrzymany przed dziesięciu laty Dzień Sądu, nie powstrzymał nadchodzącej wojny z maszynami tylko ją opóźnił. W filmie wystąpili m.in.: Arnold Schwarzenegger, Nick Stahl (John Connor), Claire Danes (Kate Brewster) i Kristanna Loken (T-X). Światowa premiera filmu odbyła się 30 czerwca 2003 roku, z kolei polska 8 sierpnia 2003. Obraz zarobił na całym świecie 433 miliony dolarów, zbierając głównie pozytywne recenzje. Serwis Rotten Tomatoes przyznał filmowi wynik 69%, pisząc: „Mimo że T3 nie osiągnął poziomu drugiej części filmu jest mile widzianą nowością w serii Terminator”.

### Terminator: Ocalenie(2009)
Czwarty pełnometrażowy film z serii Terminator nakręcił McG, po tym jak prawa do marki ponownie zmieniły właścicieli, trafiając tym razem do wytwórni The Halcyon Company. Scenariusz do filmu napisali autorzy scenariusza poprzedniej części cyklu John Brancato i Michael Ferris wraz z pomocą kilku innych scenarzystów takich jak Anthony E. Zuiker, Paul Haggis czy Shawn Ryan. Produkcja została zrealizowana z zupełnie nową obsadą, czyniąc ów film pierwszą częścią Terminatora, w której nie wystąpił Arnold Schwarzenegger (pojawiła się jedynie jego komputerowo wygenerowana twarz w jednej ze scen).
Akcja filmu rozgrywa się 13 lat po wydarzeniach z poprzedniej części, w trakcie wojny z maszynami, kiedy to John Connor będący jednym z przywódców ruchu oporu stawia czoło maszynom w walce ze Skynetem. Jego głównym zadaniem jest odnalezienie Kyle’a Reese’a, którego 11 lat później ma wysłać w przeszłość do 1984 roku w celu chronienia matki Connora. W rolach głównych wystąpili: Christian Bale (John Connor), Anton Yelchin (Kyle Reese), Sam Worthington (Marcus Wright) oraz Bryce Dallas Howard (Kate Connor). Światowa premiera filmu odbyła się 14 maja 2009 roku (USA), z kolei polska 5 czerwca 2009. Produkcja zarobiła 371 milionów USD, zebrała jednak mieszane opinie ze strony recenzentów. Serwis Rotten Tomatoes przyznał filmowi wynik 33%, podsumowując film jako „obfity we wspaniałe efekty specjalne, jednak nieposiadający charakteru pierwszych części serii”.

### Terminator: Genisys(2015)
Pierwotnie planowano, aby piąty film serii Terminator był kontynuacją filmu Terminator: Ocalenie z 2009 roku, aczkolwiek nie doszło do takiego przedsięwzięcia, jako że bankrutująca wytwórnia The Halcyon Company sprzedała prawa do franczyzy Megan Ellison, która wspólnie ze swoim bratem Davidem Ellisonem i jego wytwórnią Skydance Productions rozpoczęła produkcję kolejnego filmu. Reżyserię powierzono Alanowi Taylorowi (m.in. Thor: Mroczny świat), a napisanie scenariusza Laecie Kalogridis i Patrickowi Lussierowi. Piąty film cyklu Terminator stanowi reboot serii, który nie uwzględnia trzeciej i czwartej części filmu. Jest to też pierwsza pełnometrażowa produkcja spod znaku Terminatora zrealizowana w technologii 3D.
Film ukazuje historię Kyle’a Reese’a – jednego z żołnierzy ruchu oporu, który zostaje wysłany w przeszłość w ślad za Terminatorem mającym na celu zabicie przyszłej matki Johna Connora, jednak po dotarciu na miejsce okazuje się, że ów terminator został już zniszczony, a Sarah ma już obrońcę – podstarzałego T-800. Reese z Sarą przenoszą się w czasie z 1984 do 2017 roku gdzie wspólnie z T-800 usiłują powstrzymać Dzień Sądu. W filmie Arnold Schwarzenegger ponownie wcielił się w rolę Terminatora T-800. W pozostałych rolach wystąpili m.in.: Jason Clarke (John Connor), Emilia Clarke (Sarah Connor) oraz Jai Courtney (Kyle Reese). Światowa premiera filmu odbyła się 21 czerwca 2015 roku w Niemczech, z kolei amerykańska i polska 1 lipca 2015. Produkcja zarobiła na całym świecie ponad 440 milionów dolarów, została jednak negatywnie odebrana przez krytyków. Serwis Rotten Tomatoes przyznał filmowi wynik 26%, pisząc: „Pogrążony w swojej mętnej mitologi Terminator: Genisys to chwiejny film, któremu brakuje głębi tematycznej, inteligencji koncepcyjnej oraz wizualnych emocji, które zapoczątkowały tę niegdyś potężną serię”.

### Terminator: Mroczne przeznaczenie(2019)

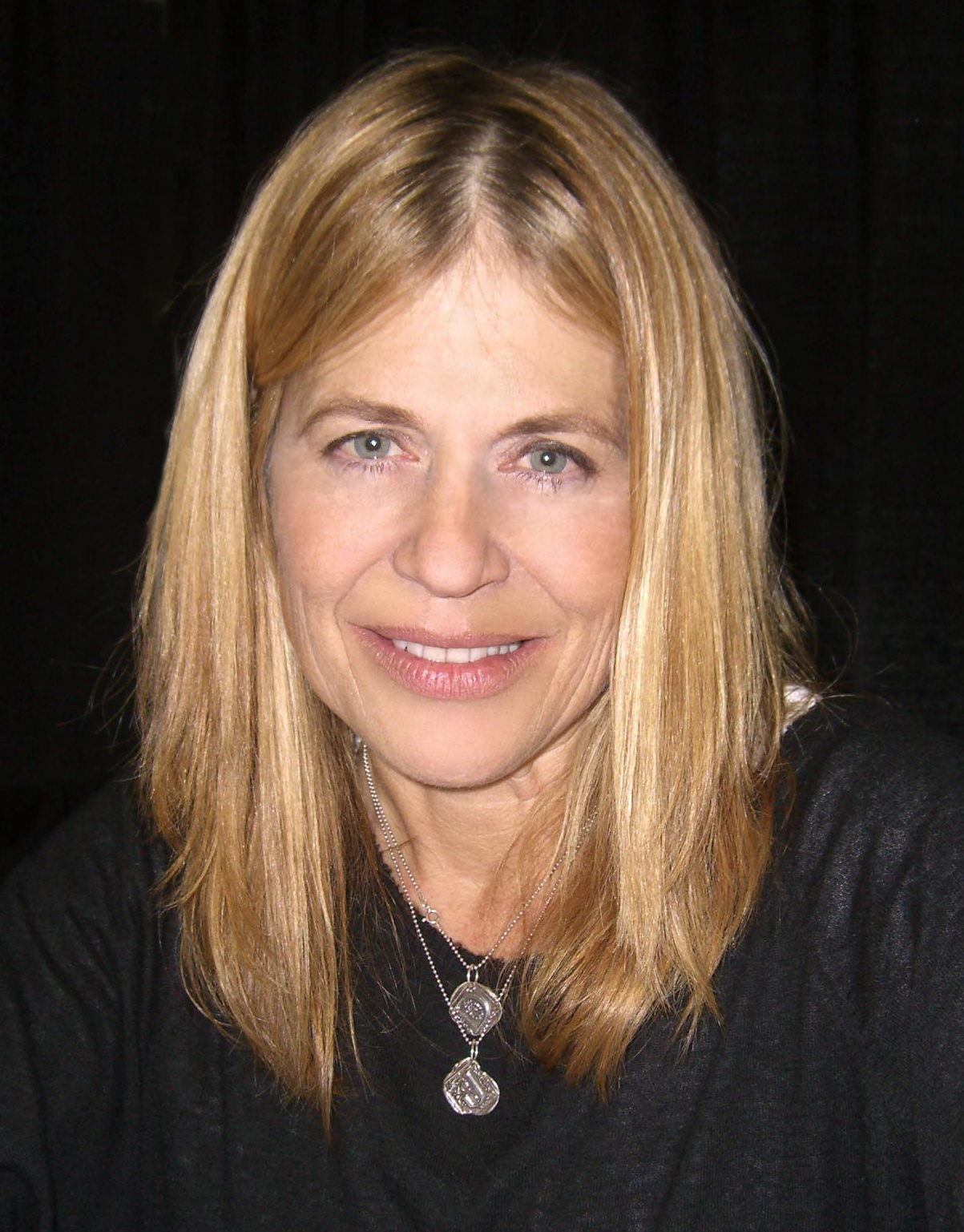
Linda Hamilton, odtwórczyni roli Sary Connor w filmach Terminator i Terminator 2, po ponad dwudziestu latach powróciła do swojej roli w szóstym filmie z serii Terminator

Kolejny film z serii Terminator wyprodukował James Cameron, który w 2017 doszedł do porozumienia z wytwórnią Skydance Productions posiadającą prawa do marki. Reżyserem filmu został Tim Miller, z kolei Cameron odpowiadał za fabułę. Film będący drugim, po Genisys rebootem serii, nie uwzględnia części III-V, ponieważ Cameron nie chciał korzystać z elementów wprowadzonych do filmu bez swojego udziału. Obraz jest bezpośrednią kontynuacją filmu Terminator 2: Dzień sądu.
Akcja filmu rozgrywa się w 2020 roku w Meksyku; w rzeczywistości, w której po wydarzeniach z drugiej części Terminatora Skynet przestał istnieć, w związku z czym do wojny, którą ta sztuczna inteligencja miała wypowiedzieć ludzkości nigdy nie doszło. Do 2020 trafia jednakże przysłany z 2042 roku zaawansowany model terminatora z płynnego metalu Rev-9 mający za zadanie zlikwidować Daniellę Ramos – młodą Meksykankę, która w przyszłości odegra kluczową rolę w wojnie z maszynami sterowanymi przez nową sztuczną inteligencję, znaną jako „Legion”. W ten sam okres przybywa z przyszłości także Grace – kobieta posiadająca cybernetyczne usprawnienia dające jej nadludzką siłę i szybkość – z misją ocalenia Dani przed Rev-9. Do obrony przyszłej przywódczyni ruchu oporu dołącza także Sarah Connor, odpowiedzialna za zniszczenie fabryki Cyberdyne Systems 25 lat wcześniej oraz T-800 – pochodzący z nieistniejącej już rzeczywistości Skynetu przestarzały model terminatora.
W filmie do swoich ról powrócili Arnold Schwarzenegger oraz Linda Hamilton odpowiednio jako T-800 i Sarah Connor. W pozostałych rolach wystąpili m.in.: Natalia Reyes (Dani Ramos), Mackenzie Davis (Grace) oraz Gabriel Luna (Rev-9). Kręcenie zdjęć do filmu trwało od czerwca do listopada 2018. Światowa premiera filmu odbyła się 23 października 2019 roku w Wielkiej Brytanii, z kolei amerykańska 1 listopada 2019. W Polsce obraz zadebiutował 8 listopada. Film zarobił na całym świecie łącznie 261 milionów dolarów, przy budżecie wynoszącym około 185 mln. Serwis Rotten Tomatoes przyznał filmowi wynik 70%, uznając, że Mroczne przeznaczenie „prezentuje znaczącą poprawę względem swoich ostatnich poprzedników, nawet jeśli brakuje mu emocjonującej siły ognia najlepszych filmów serii”.

## Inne media

### Seriale

#### Terminator: Kroniki Sary Connor(2008-2009)
Na kanwie filmowej serii powstał także dwusezonowy serial stanowiący alternatywę dla trzeciej części filmu. W tym serialu widz ma okazję ujrzeć dalsze losy Johna i Sary Connorów po powstrzymaniu Dnia Sądu w drugiej części filmu. W serialu zagrali m.in.: Lena Headey, Thomas Dekker, Summer Glau oraz Shirley Manson.

### Gry wideo
- Terminator 2: Judgement Day (1991)
- The Terminator(inne języki) (1991)
- The Terminator 2029(inne języki) (1992)
- Terminator: Rampage (1993)
- The Terminator: Future Shock (1995)
- The Terminator: SkyNET(inne języki) (1996)
- Terminator: Dawn of Fate (2002)
- Terminator 3: Rise of the Machines (2003)
- Terminator 3: War of the Machines (2003)
- Terminator 3: The Redemption (2004)
- Terminator Salvation(inne języki) (2009)[58]
- Terminator: Resistance (2019)[59]
- Terminator: Resistance – Annihilation Line[b] (2021)[60]
- Terminator: Dark Fate – Defiance(inne języki) (2024)[61]

### Książki
- The Terminator (1985)[62]
- Terminator 2 Dzień sądu (1991)[63]

#### Trylogia T2
- T2: Infiltrator (2001)[64]
- T2: Rising Storm (2003)[65]
- T2: The Future War (2004)[66]

## Popularne cytaty filmowe

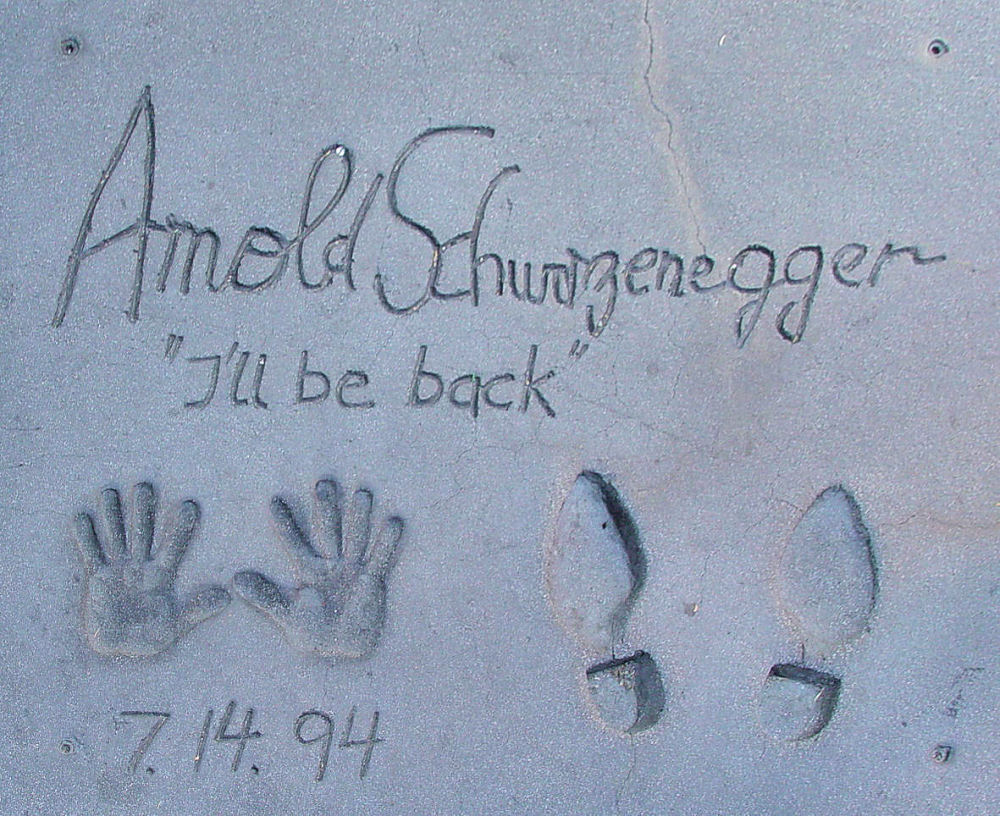
Odlew dłoni i butów Schwarzeneggera wraz z cytatem „I’ll be back”

- I’ll be back (Ja jeszcze wrócę) – kwestia Arnolda Schwarzeneggera po raz pierwszy pojawiająca się w pierwszej części Terminatora, gdzie po niewpuszczeniu go na posterunek policji wypowiada to zdanie do policjanta, po czym odchodzi. Wrócił samochodem, przejeżdżając przez drzwi[67][68]. Kwestia ta pojawia się też w kolejnych częściach Terminatora, a także w innych filmach, w których występował Schwarzenegger, często w humorystycznej formie[3][68]. Wypowiedź ta w 2005 roku została sklasyfikowana przez Amerykański Instytut Filmowy na 37. miejscu listy najlepszych cytatów filmowych ostatnich 100 lat[69].
- Come with me if you want to live (Chodź ze mną, jeśli chcesz żyć) – kwestia pojawiająca się w większości filmów serii Terminator, wypowiadana przez różne postacie. Po raz pierwszy wypowiedziana przez Kyle’a Reese’a (Michael Biehn) pod adresem Sary Connor w pierwszym filmie serii[3].
- Hasta la vista, baby – wypowiedź Schwarzeneggera użyta w filmie Terminator 2: Dzień sądu skierowana do Terminatora T-1000 przed oddaniem do niego strzału[3]. W 2005 roku kwestia ta została sklasyfikowana przez Amerykański Instytut Filmowy na 76. miejscu listy najlepszych cytatów filmowych ostatnich 100 lat[69].